# AG2R La Mondiale
AG2R La Mondiale ist ein französischer Personenversicherer (u. a. Altersvorsorge, Rentenversicherung, Krankenversicherung) mit Sitz in Paris.
Sie ging im Jahr 2008 aus einem Zusammenschluss zweier Versicherer hervor: La Mondiale in der Form einer société mutuelle war 1905 gegründet worden; die AG2R (Association générale de retraite par répartition) war 1951 als AGRR gegründet und 2000 in „AG2R“ umbenannt worden.
Nach eigenen Angaben der AG2R La Mondiale waren bei ihr im Jahr 2015 15 Millionen Personen und Anspruchsberechtigte versichert. Dazu gehörte jedes vierte in Frankreich ansässige Unternehmen.

## Sponsorentätigkeit
Die Versicherung ist im deutschsprachigen Raum vor allem als Sponsor bekannt von
- Decathlon AG2R La Mondiale Team  (kurz ag2r), einem französischen Radsportteam, das eine Lizenz als UCI WorldTeam hat
- Transat AG2R La Mondiale (früher und im Jargon noch heute: Transat AG2R), einer Transatlantikregatta für zweiköpfige Mannschaften auf Booten der Einheitsklasse Figaro Bénéteau